# Dansk Melodi Grand Prix 2022
Dansk Melodi Grand Prix 2022 var den 52. udgave af Dansk Melodi Grand Prix. Konkurrencens formål var at finde den sang, der skulle repræsentere Danmark ved Eurovision Song Contest 2022 i Torino. Finalen blev afholdt 5. marts 2022 i Jyske Bank Boxen i Herning med Tina Müller og Martin Brygmann som værter.
Vinder blev sangen "The Show", skrevet af Chief 1, Remee, Ihan Haydar, Julia Fabrin Jakobsen og fremført af gruppen Reddi, som er den første gruppe bestående udelukkende af kvinder, der har vundet Dansk Melodi Grand Prix.

## Konkurrenceformat
For andet år i træk blev Dansk Melodi Grand Prix afviklet i form af ét tv-show med otte deltagende sange. 
Finalen blev afgjort over to afstemningsrunder, hvor seerne kunne stemme via SMS og appen DR Grand Prix. Som noget nyt var det muligt at stemme i appen allerede i ugen op til tv-showet, fra 28. februar 2022. De tre sange, som fik flest stemmer i første runde, gik videre til anden runde, hvor afstemningen blev nulstillet, hvorefter vinderen blev fundet blandt de tre tilbageværende sange.

## Deltagere
Som tidligere år havde DR inviteret danske og udenlandske sangskrivere til at sende sange ind til konkurrencen med indsendelsesfrist 29. oktober 2021. Et bedømmelsesudvalg nedsat af DR udvalgte finalisterne blandt de indsendte sange og øvrige sange indhentet særskilt i den danske musikbranche. Deltagerne i Dansk Melodi Grand Prix 2022 blev offentliggjort 10. februar 2022 i radioprogrammet Det Gode Selskab på P5.
| Artist                     | Sangtitel                  | Tekst og musik                                                                            |
| -------------------------- | -------------------------- | ----------------------------------------------------------------------------------------- |
| Der Var Engang             | "En skønne dag"            | Emma Pi Hedeboe, Rasmus Hedeboe, Claus Reenberg                                           |
| Conf3ssions                | "Hallelujah"               | Moh Denebi, Rachel Furner, Patrick Dalton, Nikolaj Pellegrini, Jon Nørgaard               |
| Morten Fillipsen           | "Happy Go Lucky"           | Morten Fillipsen, Kasper Holm Larsen                                                      |
| Juncker                    | "Kommet for at blive"      | Christian Juncker                                                                         |
| Josie Elinor & Jack Warren | "Let Me Go"                | Benjamin Rosenbohm, Julie Aagaard, Katrine Brixen, Mikkel Martinus Sørensen               |
| Fuld Effekt                | "Rave med de hårde drenge" | Kasper Bruhn Nielsen, Claus Valdorff Thomsen, Zachary Rune Dyrbye, Alexander Scott Dyrbye |
| Reddi                      | "The Show"                 | Chief 1, Remee, Ihan Haydar, Julia Fabrin Jakobsen                                        |
| Patrick Dorgan             | "Vinden suser ind"         | Patrick Dorgan, Jeppe Kronback, Ole Bjørn Sørensen, Daniel Scheffmann                     |

## Resultat

### Første runde
| Nr. | Artist                     | Sang                       | Status        |
| --- | -------------------------- | -------------------------- | ------------- |
| 1   | Patrick Dorgan             | "Vinden suser ind"         | Ude           |
| 2   | CONF3SSIONS                | "Hallelujah"               | Superfinalist |
| 3   | Der Var Engang             | "En skønne dag"            | Ude           |
| 4   | Fuld Effekt                | "Rave med de hårde drenge" | Ude           |
| 5   | Josie Elinor & Jack Warren | "Let Me Go"                | Superfinalist |
| 6   | Morten Fillipsen           | "Happy Go Lucky"           | Ude           |
| 7   | Reddi                      | "The Show"                 | Superfinalist |
| 8   | Juncker                    | "Kommet for at blive"      | Ude           |

Stemmer afgivet i appen DR Grand Prix i ugen op til showet udgjorde 10 % af det samlede antal stemmer. "Hallelujah", "Rave med de hårde drenge" og "Let Me Go" var de tre sange, som fik flest app-stemmer i ugen op til showet.
Stemmer afgivet via SMS under showet udgjorde 12 % af det samlede antal stemmer. Da aftenens SMS-stemmer blev lagt til ugens app-stemmer, bestod den foreløbige top 3 af "Hallelujah", "Rave med de hårde drenge" og "The Show".
Stemmer afgivet i appen DR Grand Prix under showet udgjorde de resterende 78 % af de samlede antal stemmer. "Hallelujah", "Let Me Go" og "The Show" var de tre sange, som samlet set fik flest stemmer i første afstemningsrunde.

### Superfinale
| Nr. | Artist                     | Sang         | SMS Stemmer (24%) | App Stemmer (76%) | i alt | Placering |
| --- | -------------------------- | ------------ | ----------------- | ----------------- | ----- | --------- |
| 1   | CONF3SSIONS                | "Hallelujah" | 6%                | 26%               | 32%   | 2         |
| 2   | Reddi                      | "The Show"   | 9%                | 28%               | 37%   | 1         |
| 3   | Josie Elinor & Jack Warren | "Let Me Go"  | 9%                | 22%               | 31%   | 3         |

I anden afstemningsrunde udgjorde SMS-stemmer 24 % af det samlede antal stemmer, mens app-stemmer udgjorde de resterende 76 %.